# Carlos Jesús Patricio Baladrón Valdés
Carlos Jesús Patricio Baladrón Valdés (ur. 17 maja 1945 w Campechuela, zm. 10 maja 2023 w Miami) – kubański duchowny rzymskokatolicki, w latach 1998-2006 biskup Guantánamo-Baracoa.

## Życiorys
Święcenia kapłańskie przyjął 2 kwietnia 1977. 16 listopada 1991 został prekonizowany biskupem pomocniczym Hawany ze stolicą tytularną Cibaliana. Sakrę biskupią otrzymał 5 stycznia 1992. 24 stycznia 1998 został mianowany biskupem Guantánamo-Baracoa. 13 grudnia 2006 zrezygnował z urzędu.